# 郎的诱惑
《郎的诱惑》是中国大陆的一首流行歌曲，初在2009年6月2日发行，由王艳红作词、余恒锋作曲、凤凰传奇演唱。这首歌是中国大陆广场舞的热门曲目。